# 2008 EA9
2008 EA9 (également écrit 2008 EA9) est un astéroïde géocroiseur de type Apollon d'environ 10 mètres de diamètre découvert le 7 octobre 2008.
C'est un candidat sérieux à l'exploration habitée d'astéroïde,,. Une mission de 195 jours pourrait partir en novembre 2019.
Une équipe chinoise envisage de détourner cet astéroïde pour le placer au point L1 en février 2049, en vue d'y récupérer des métaux.